# 1887 en arts plastiques
| Années des arts plastiques : 1884 - 1885 - 1886 - 1887 - 1888 - 1889 - 1890    |
| Décennies des arts plastiques : 1850 - 1860 - 1870 - 1880 - 1890 - 1900 - 1910 |

Cette page concerne l'année 1887 en arts plastiques.

## Événements
- Exposition nationale des beaux-arts en Espagne.
- 6 février - 6 mars : ouverture à Bruxelles du quatrième Salon des XX.
- 1 septembre - 1 novembre : ouverture du Salon de Bruxelles de 1887[1].

## Œuvres

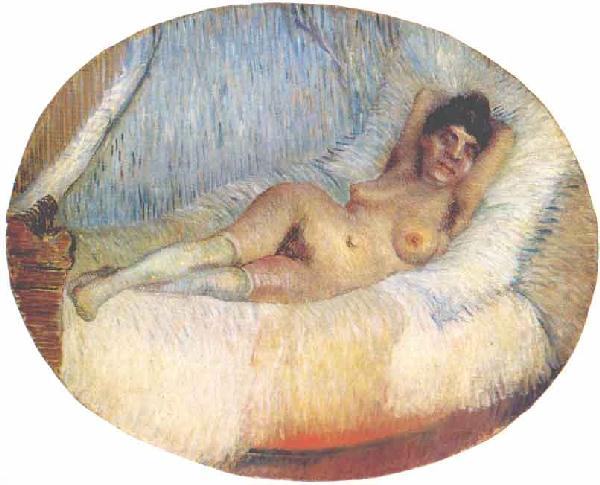
Femme nue sur un lit, Vincent van Gogh

- Les Bretonnes au pardon de Pascal Dagnan-Bouveret
- La Comtesse Adèle de Toulouse-Lautrec dans le salon du Château de Malromé d'Henri de Toulouse-Lautrec
- La Répétition à l'orgue d'Henry Lerolle
- La Jeune Fille aux pêches de Valentin Serov
- Le Repos de Giovanni Fattori
- Portrait de Marguerite Khnopff de Fernand Khnopff
- Vincent van Gogh :
  - Nature morte à la statuette de plâtre et aux deux romans
  - Le Père Tanguy
  - Agostina Segatori au café du Tambourin
  - Vue des toits de Paris
  - Fritillaires, couronne impériale dans un vase de cuivre
  - Le Restaurant de la Sirène à Asnières
  - Le Restaurant Rispal à Asnières
- Vers 1887 :
  - Mont Sainte-Victoire avec grand pin, huile sur toile de Paul Cézanne.

## Naissances
- 3 janvier : August Macke, peintre allemand († 26 septembre 1914),
- 5 janvier :  Oldřich Blažíček, peintre austro-hongrois puis tchécoslovaque († 3 mai 1953),
- 6 janvier : Pippo Rizzo, peintre italien († 4 mars 1964),
- 16 janvier : André Hardy, peintre français († 19 mars 1986),
- 26 janvier : Pierre Brune, peintre français († 1er juin 1956),
- 28 janvier : Lucien Seevagen, peintre français († 24 juin 1959),
- 31 janvier : Kārlis Miesnieks, peintre réaliste letton († 25 octobre 1977),
- 3 février : Serge Fotinsky, peintre, aquarelliste, graveur et illustrateur russe puis soviétique et français († 1er septembre 1971),
- 14 février : Alice Cruppi, peintre et écrivaine française († 29 mai 1968),
- 16 février :
  - Alfred Bolle, peintre suisse († 1959),
  - José Moreno Villa, archiviste, bibliothécaire, poète, écrivain, journaliste, critique, historien de l'art, documentaliste, dessinateur et peintre espagnol († 25 avril 1955),
- 19 février :
  - Auguste Durand-Rosé, peintre français († 1962),
  - Roberto Montenegro, peintre, lithographe et scénographe mexicain † 13 octobre 1968),
- 8 mars : Charles Maillard, peintre, professeur des beaux-arts et administrateur scolaire canadien d'origine française († 8 décembre 1973),
- 16 mars : Valentine Hugo, peintre et illustratrice française († 16 mars 1968),
- 18 mars : Róbert Berény, peintre hongrois († 10 septembre 1953),
- 23 mars :
  - Josef Čapek, peintre, écrivain, photographe et illustrateur austro-hongrois puis tchécoslovaque († avril 1945),
  - Juan Gris (José Victoriano Gonzalez), peintre espagnol († 11 mai 1927),
- 10 avril : Stéphanie Łazarska, peintre polonaise († 1977),
- 14 avril : Jules-René Hervé, peintre français († 13 novembre 1981),
- 17 avril : Roland Wakelin, peintre et professeur australien et néo-zélandais († 28 mai 1971),
- 21 avril : Amcheï Nürenberg, peintre russe puis soviétique († 10 janvier 1979),
- 8 mai : Tito Salas, peintre vénézuélien († 18 mars 1974),
- 12 mai : Leo Michelson, peintre et sculpteur letton naturalisé américain († 1978),
- 15 mai : Georges Mathey, peintre et sculpteur français († 7 janvier 1915),
- 21 mai : Paul Maze, peintre anglo-français († 17 septembre 1979),
- 23 mai : Jacob Steinhardt, peintre expressionniste israélien d’origine allemande († 11 février 1968),
- 24 mai : Robert La Montagne Saint-Hubert, peintre décorateur et fresquiste français († 24 mai 1977),
- 25 mai :
  - Anselmo Bucci, peintre, graveur et écrivain italien († 19 novembre 1955),
  - François Eberl, peintre figuratif français († 8 octobre 1962),
  - Wilhelmina Geddes, vitrailliste irlandaise († 10 août 1955),
- 26 mai : Albert Sirk, peintre, graphiste et illustrateur austro-hongrois puis yougoslave († 13 septembre 1947),
- 30 mai : Alexandre Archipenko, sculpteur américain originaire de l'Empire russe († 25 février 1964),
- 13 juin : Jacques Chapiro, peintre français d'origine russe († 1972),
- 18 juin :
  - Yan Bernard Dyl, peintre  et illustrateur français († 4 décembre 1944),
  - André Roz, peintre français († 12 janvier 1946),
- 19 juin : Anders Osterlind, peintre français († 5 janvier 1960),
- 20 juin : Kurt Schwitters, peintre et poète allemand dada († 8 janvier 1948),
- 21 juin : Léon Danchin, sculpteur, peintre animalier et graveur français († 4 août 1938),
- 25 juin :
  - François Eberl, peintre austro-hongrois naturalisé français († 8 octobre 1962),
  - Alexandre Iacovleff, peintre russe naturalisé français († 12 mai 1938),
- 30 juin : Vladimir Hagenmeister, peintre, graphiste, illustrateur, enseignant, historien de l'art et éditeur russe puis soviétique († 20 janvier 1938),
- 6 juillet : Paul Geny, peintre français († 4 février 1968),
- 7 juillet : Marc Chagall, peintre français d'origine russe († 28 mars 1985),
- 9 juillet : Saturnino Herrán, peintre mexicain († 8 octobre 1918),
- 10 juillet : Mario Cavaglieri, peintre italien († 11 septembre 1969),
- 19 juillet :
  - Théodore Louis Boulard, peintre et musicien français († 21 octobre 1961),
  - Charles Malfray, sculpteur et peintre français († 28 mai 1940),
- 28 juillet : Marcel Duchamp, peintre, plasticien et homme de lettres français naturalisé américain († 2 octobre 1968),
- 2 août : Otto Morach, peintre suisse († 25 décembre 1973),
- 3 août : Joseph Hurard, peintre français († 18 février 1956),
- 15 août : Jean Rouppert, dessinateur, peintre et sculpteur français († 25 août 1979),
- 18 août : Georges Sabbagh, peintre français d'origine égyptienne († 9 décembre 1951),
- 21 août : Gustave Alaux, peintre et illustrateur français († 27 février 1965),
- 27 août : Adrian Kaploun, peintre, graphiste et graveur russe puis soviétique († 25 avril 1974),
- 15 septembre : Ernest Guérin, peintre français († 10 mai 1952),
- 17 septembre :
  - Andrée Benon, peintre paysagiste et portraitiste française († 27 septembre 1956),
  - Ivan Vrona, critique d'art et peintre russe puis soviétique († 5 janvier 1970),
- 18 septembre : Sébastien Laurent, peintre et sculpteur français († 7 avril 1973),
- 23 septembre : Ģederts Eliass, peintre letton († 29 janvier 1975),
- 24 septembre : Aroldo Bonzagni, peintre et illustrateur italien († 30 décembre 1918),
- 25 septembre : Jacques Koziebrodzki, peintre et sculpteur français d'origine polonaise († 15 mai 1948),
- 5 octobre : Fujio Yoshida, peintre et graveuse japonaise († 1er mai 1987),
- 6 octobre : Le Corbusier (Charles-Edouard Jeanneret-Gris), architecte, peintre d'origine suisse († 27 août 1965),
- 10 octobre : Antonio Masselotte, peintre canadien († 27 janvier 1983),
- 12 octobre : Guilherme d'Oliveira Marques, peintre et sculpteur portugais († 15 mai 1960),
- 13 octobre : Narashige Koide, peintre et illustrateur japonais († 13 février 1931),
- 24 octobre :
  - Vadim Chernoff, peintre russe, soviétique puis américain († 17 avril 1954),
  - Pierre-Paul Emiot, peintre français († 20 novembre 1975),
- 14 novembre :
  - Charles-Henry Bizard, peintre français († 1er novembre 1954),
  - Amadeo de Souza-Cardoso, peintre portugais († 25 octobre 1918),
- 15 novembre : Georgia O'Keeffe, peintre moderniste américaine († 6 mars 1986),
- 28 novembre : Emmanuel-Charles Bénézit, peintre, graveur et historien de l'art français († 17 octobre 1975),
- 30 novembre : Louis Morel, peintre et sculpteur français († 29 mars 1975),
- 2 décembre : Jean-Gabriel Noirot, peintre français († 1er février 1963),
- 5 décembre : Émile Bréchot, peintre et sculpteur français († 1971),
- 17 décembre : Josef Lada, peintre, illustrateur, scénographe et écrivain austro-hongrois puis tchécoslovaque († 14 décembre 1957),
- 22 décembre : Maggy Monier, peintre et illustratrice française († 9 janvier 1965),
- ? :
  - Jean Chaperon, peintre, illustrateur et caricaturiste français († 1969),
  - Roman Jarosz, peintre polonais († 24 janvier 1932),
  - Kurt Peiser, peintre et graveur belge († 1962).

## Décès
- 5 janvier : Jean-Baptiste Heraclée Olivier de Wismes, dessinateur, graveur et lithographe français (° 16 septembre 1814),
- 31 janvier : Aristides Oeconomo, peintre portraitiste autrichien (° 1821),
- 21 février : Amable Gabriel de La Foulhouze, peintre et journaliste français (° 21 juillet 1815),
- 3 mars : Eugène Ernest Hillemacher, peintre français (° 13 octobre 1818),
- 17 mars : Louis Marc Bacler d'Albe, dessinateur, peintre et lithographe français (° 28 octobre 1805),
- 31 mars :  August von Wille, peintre allemand (° 18 avril 1828),
- 5 avril : Ivan Kramskoï, peintre et critique d'art russe (° 8 juin 1837),
- 9 mai :  Adolphe Perrot, peintre français (° 1818),
- 13 mai :  Alexandre Schanne, peintre français (° 22 décembre 1823),
- 16 mai : Pierre Gustave Girardon, peintre paysagiste français (° 15 janvier 1811),
- 24 mai : Émile Vernier, peintre et lithographe français (° 29 novembre 1829),
- 4 juin : Albert-Ernest Carrier-Belleuse, sculpteur et peintre français (° 12 juin 1824),
- 12 juin : Giacomo Favretto, dessinateur et peintre italien (° 11 août 1849),
- 15 juin : Vincent Vidal, peintre et aquarelliste français (° 20 janvier 1811),
- 5 juillet : François Meuret, peintre miniaturiste français (° 3 mars 1800),
- 11 juillet :  Alphonse Colas, peintre français (° 25 septembre 1818),
- 17 juillet : Nicaise De Keyser, peintre belge (° 26 août 1813),
- 4 août : Don Joseph Colonna Cesari, sculpteur, peintre et graveur français (° 10 mai 1825),
- 23 septembre : James Bertrand, peintre et lithographe français (° 25 mars 1823),
- 7 octobre : Arthur de Saint-Genys, peintre français (° 17 janvier 1829),
- 24 octobre : Hippolyte Lazerges, peintre orientaliste et compositeur français (° 5 juillet 1817),
- 26 octobre : Alexandre-Amédée Dupuy Delaroche, peintre français (° 6 septembre 1819),
- 10 novembre : Amédée Jullien, peintre, graveur, historien, directeur de musée, notaire et maire français (° 30 novembre 1819),
- 20 novembre : Louis Gallait, peintre, aquarelliste et graveur belge (° 10 mai 1810),
- 5 décembre : Philippe Rousseau, peintre paysagiste, animalier et de genre français (° 22 février 1816),
- 16 décembre : Édouard Hippolyte Margottet, peintre français (° 24 mai 1848),
- 19 décembre : François Bonvin, peintre et graveur français (° 22 novembre 1817),
- 29 décembre : Shōka, peintre japonais (° 4 février 1835),
- 31 décembre : Claudius Lavergne, peintre et critique d'art français (° 10 décembre 1815),
- ? :
  - Jean-Baptiste-Alfred Cornilliet, graveur, lithographe et peintre français (° 1er mars 1807).